# Rogas coloratus
Rogas coloratus är en stekelart som beskrevs av Motschoulsky 1863. Rogas coloratus ingår i släktet Rogas och familjen bracksteklar. Inga underarter finns listade i Catalogue of Life.